# ساندي غريفين
ساندي غريفين (بالإنجليزية: Sandy Griffin)‏ هو لاعب كرة قاعدة أمريكي، ولد في 24 أكتوبر 1858 في فايتفيل في الولايات المتحدة، وتوفي في 4 يونيو 1926 في سيراكيوز في الولايات المتحدة.

## وصلات خارجية
- ساندي غريفين على موقعبيزبول رفرنس.كوم (الدوري الرئيسي) (الإنجليزية)